# 北寺尾
北寺尾（きたてらお）は、神奈川県横浜市鶴見区の町名。現行行政地名は北寺尾一丁目から北寺尾七丁目。住居表示実施済み区域。1974年（昭和49年）8月19日に廃止された北寺尾町（きたてらおちょう）についてもこの項で述べる。

## 地理
鶴見区の中西部に位置し、東に東寺尾北台と諏訪坂、西に上の宮二丁目、南に馬場四～七丁目、東寺尾六丁目、東寺尾中台、北に獅子ケ谷一～三丁目と下末吉五丁目・六丁目と接している。

### 面積
面積は以下の通りである。
| 丁目         | 面積（km²） |
| ------------ | ----------- |
| 北寺尾一丁目 | 0.141       |
| 北寺尾二丁目 | 0.118       |
| 北寺尾三丁目 | 0.159       |
| 北寺尾四丁目 | 0.200       |
| 北寺尾五丁目 | 0.118       |
| 北寺尾六丁目 | 0.194       |
| 北寺尾七丁目 | 0.222       |
| 計           | 1.152       |

### 地価
住宅地の地価は、2024年（令和6年）1月1日の公示地価によれば、北寺尾2-6-10の地点で28万6000円/m²、北寺尾6-16-7の地点で21万2000円/m²となっている。

## 歴史

### 沿革
かつて横浜市に編入前のこの場所は、橘樹郡旭村大字北寺尾であった。
北寺尾町
- 1927年（昭和2年）4月1日 -横浜市に編入。横浜市北寺尾町となる[9]。
- 1927年（昭和2年）10月1日 - 横浜市の区制施行により、鶴見区を新設。横浜市鶴見区北寺尾町となる[10]。
- 1937年（昭和12年）11月1日 - 耕地整理の実施に伴い、馬場町の一部を北寺尾町に編入、下末吉町との境界を変更する[11]。
- 1939年（昭和14年）1月20日 - 耕地整理の実施に伴い、下末吉町の一部を北寺尾町に編入、鶴見町、東寺尾町、馬場町との境界を変更する[12]。
- 1959年（昭和34年）1月1日 - 馬場町との境界を変更する[13]。
- 1960年（昭和35年）3月25日 - 耕地整理の実施に伴い、北寺尾町の一部を馬場町へ編入[14]。
- 1960年（昭和35年）4月1日 - 北寺尾町の一部を東寺尾町へ編入[15]。
- 1969年（昭和44年）6月1日 - 住居表示の実施に伴い、下末吉町の一部を北寺尾町に編入。北寺尾町の一部を下末吉五丁目、下末吉六丁目、三ツ池公園、駒岡町へ編入[16]。
- 1972年（昭和47年）6月5日 - 住居表示の実施に伴い、北寺尾町の一部を馬場一丁目、北寺尾一丁目、北寺尾二丁目、東寺尾北台、諏訪坂へ編入[17]。
- 1974年（昭和49年）8月19日 - 北寺尾町の一部を北寺尾三丁目、北寺尾四丁目、北寺尾五丁目、北寺尾六丁目、北寺尾七丁目、上の宮一丁目、上の宮二丁目、馬場五丁目、馬場六丁目、馬場七丁目、獅子ケ谷町、港北区大豆戸町、師岡町、菊名町へ編入。北寺尾町は廃止となる[18]。

北寺尾
- 1972年（昭和47年）6月5日 - 東寺尾町、馬場町、北寺尾町の各一部を編入し、北寺尾一丁目及び北寺尾二丁目を新設設置、併せて住居表示実施[17]。
- 1974年（昭和49年）8月19日 - 北寺尾町、馬場町、獅子ケ谷町の各一部を編入し、北寺尾三丁目から北寺尾七丁目を設置[18]。
- 1993年（平成5年）10月18日 - 住居表示の実施に伴い、北寺尾七丁目の一部を獅子ケ谷二丁目に編入する[19]。

### 町名の変遷
| 実施後       | 実施年月日                | 実施前（各町名ともその一部）         |
| ------------ | ------------------------- | ------------------------------------ |
| 北寺尾一丁目 | 1972年（昭和47年）6月5日  | 東寺尾町、馬場町、北寺尾町の各一部   |
| 北寺尾二丁目 | 1972年（昭和47年）6月5日  | 北寺尾町の一部                       |
| 北寺尾三丁目 | 1974年（昭和49年）8月19日 | 北寺尾町、馬場町の各一部             |
| 北寺尾四丁目 | 1974年（昭和49年）8月19日 | 北寺尾町、馬場町、獅子ケ谷町の各一部 |
| 北寺尾五丁目 | 1974年（昭和49年）8月19日 | 北寺尾町、馬場町、獅子ケ谷町の各一部 |
| 北寺尾六丁目 | 1974年（昭和49年）8月19日 | 北寺尾町、馬場町の各一部             |
| 北寺尾七丁目 | 1974年（昭和49年）8月19日 | 北寺尾町、馬場町の各一部             |

## 世帯数と人口
2025年（令和7年）6月30日現在（横浜市発表）の世帯数と人口は以下の通りである。
| 丁目         | 世帯数    | 人口     |
| ------------ | --------- | -------- |
| 北寺尾一丁目 | 1,105世帯 | 2,179人  |
| 北寺尾二丁目 | 766世帯   | 1,633人  |
| 北寺尾三丁目 | 891世帯   | 1,875人  |
| 北寺尾四丁目 | 1,090世帯 | 2,530人  |
| 北寺尾五丁目 | 970世帯   | 2,183人  |
| 北寺尾六丁目 | 1,258世帯 | 2,799人  |
| 北寺尾七丁目 | 1,528世帯 | 3,498人  |
| 計           | 7,608世帯 | 16,697人 |

### 人口の変遷
国勢調査による人口の推移。
| 年                 | 人口   |
| ------------------ | ------ |
| 1995年（平成7年）  | 15,814 |
| 2000年（平成12年） | 16,334 |
| 2005年（平成17年） | 15,758 |
| 2010年（平成22年） | 16,277 |
| 2015年（平成27年） | 16,473 |
| 2020年（令和2年）  | 17,100 |

### 世帯数の変遷
国勢調査による世帯数の推移。
| 年                 | 世帯数 |
| ------------------ | ------ |
| 1995年（平成7年）  | 5,739  |
| 2000年（平成12年） | 6,159  |
| 2005年（平成17年） | 6,098  |
| 2010年（平成22年） | 6,447  |
| 2015年（平成27年） | 6,624  |
| 2020年（令和2年）  | 7,171  |

## 学区
市立小・中学校に通う場合、学区は以下の通りとなる（2024年11月時点）。
| 丁目         | 番地             | 小学校                 | 中学校               |
| ------------ | ---------------- | ---------------------- | -------------------- |
| 北寺尾一丁目 | 全域             | 横浜市立旭小学校       | 横浜市立寺尾中学校   |
| 北寺尾二丁目 | 全域             | 横浜市立旭小学校       | 横浜市立寺尾中学校   |
| 北寺尾三丁目 | 全域             | 横浜市立旭小学校       | 横浜市立寺尾中学校   |
| 北寺尾四丁目 | 全域             | 横浜市立旭小学校       | 横浜市立寺尾中学校   |
| 北寺尾五丁目 | 3〜11番          | 横浜市立旭小学校       | 横浜市立寺尾中学校   |
| 北寺尾五丁目 | 1番 2番          | 横浜市立獅子ケ谷小学校 | 横浜市立上の宮中学校 |
| 北寺尾六丁目 | 19〜32番         | 横浜市立獅子ケ谷小学校 | 横浜市立上の宮中学校 |
| 北寺尾六丁目 | 1〜18番          | 横浜市立馬場小学校     | 横浜市立上の宮中学校 |
| 北寺尾七丁目 | 1〜17番 23〜32番 | 横浜市立馬場小学校     | 横浜市立上の宮中学校 |
| 北寺尾七丁目 | 18〜22番         | 横浜市立獅子ケ谷小学校 | 横浜市立上の宮中学校 |

## 事業所
2021年（令和3年）現在の経済センサス調査による事業所数と従業員数は以下の通りである。
| 丁目         | 事業所数  | 従業員数 |
| ------------ | --------- | -------- |
| 北寺尾一丁目 | 53事業所  | 284人    |
| 北寺尾二丁目 | 40事業所  | 600人    |
| 北寺尾三丁目 | 35事業所  | 317人    |
| 北寺尾四丁目 | 37事業所  | 534人    |
| 北寺尾五丁目 | 24事業所  | 153人    |
| 北寺尾六丁目 | 40事業所  | 215人    |
| 北寺尾七丁目 | 51事業所  | 269人    |
| 計           | 280事業所 | 2,372人  |

### 事業者数の変遷
経済センサスによる事業所数の推移。
| 年                 | 事業者数 |
| ------------------ | -------- |
| 2016年（平成28年） | 255      |
| 2021年（令和3年）  | 280      |

### 従業員数の変遷
経済センサスによる従業員数の推移。
| 年                 | 従業員数 |
| ------------------ | -------- |
| 2016年（平成28年） | 2,242    |
| 2021年（令和3年）  | 2,372    |

## 施設
- 白鵬女子高等学校
- 横浜市立寺尾中学校
- 横浜市立旭小学校
- 寺尾第二幼稚園
- 横浜北寺尾郵便局
- 横浜北寺尾三郵便局
- 横浜市鶴見消防署寺尾消防出張所
- ライフ鶴見店
- 渋沢金井公園

## その他

### 日本郵便
- 郵便番号 : 230-0074[3]（集配局：鶴見郵便局[29]）

### 警察
町内の警察の管轄区域は以下の通りである。
| 丁目         | 番・番地等 | 警察署     | 交番・駐在所 |
| ------------ | ---------- | ---------- | ------------ |
| 北寺尾一丁目 | 全域       | 鶴見警察署 | 別所交番     |
| 北寺尾二丁目 | 全域       | 鶴見警察署 | 別所交番     |
| 北寺尾三丁目 | 全域       | 鶴見警察署 | 別所交番     |
| 北寺尾四丁目 | 全域       | 鶴見警察署 | 別所交番     |
| 北寺尾五丁目 | 全域       | 鶴見警察署 | 東寺尾交番   |
| 北寺尾六丁目 | 全域       | 鶴見警察署 | 別所交番     |
| 北寺尾七丁目 | 全域       | 鶴見警察署 | 北寺尾駐在所 |